# Chiesa di San Lorenzo Diacono e Martire (Crespino)
La chiesa di San Lorenzo Diacono e Martire Diacono e Martire, citata anche più semplicemente come chiesa di San Lorenzo, è un edificio religioso sito nel centro dell'abitato di Selva, frazione del comune di Crespino.
Edificata nella prima metà del XIX secolo sulle fondamenta del precedente edificio del quale vi è traccia dal 1503, la chiesa è, nella suddivisione territoriale della chiesa cattolica, collocata nel vicariato di Crespino-Polesella, a sua volta parte della Diocesi di Adria-Rovigo, ed è sede parrocchiale dal 1959.

## Storia

### Le origini
Pur non essendo nota la data precisa dell'erezione dell'edificio sacro, nell'abitato chiamato allora "La Selva", parte della Transpadana ferrarese, allora sotto il controllo di Ercole I d'Este, duca di Ferrara e marchese di Ferrara, Modena e Reggio, era presente un oratorio, sotto il titolo di San Rocco ed eretto, secondo una delle fonti reperite, non si sa da chi in quel territorio che era stato efficacemente bonificato a partire dal 1476 grazie all'attività di Nicolò Caramelli e di maestranze cavarzerane, braccianti poi premiati dal duca con 10 anni di esenzione di tasse e gravami fiscali, tranne la tassa del sale e della gabella. Altra fonte attribuisce la sua costruzione ad un'iniziativa della marchesa (o contessa) Taddea Malaspina, figlia di Antonio Alberico, che l'acquistò dal Caramelli dopo che fu a quest'ultimo donata dal duca Ercole nel 1501, per permettere ai suoi contadini di assistere alle funzioni religiose, evitando così la necessità di percorrere decine di chilometri per raggiungere le parrocchie più vicine.
La marchesa, membro di una diramazione della famiglia Malaspina, la cita nel suo testamento, redatto nel 1503 e confermato con rogito notarile in data 1559, documento in cui richiede agli eredi di mantenere nell'oratorio un cappellano residente.
L'edificio verrà in seguito ereditato da diverse famiglie della zona tra le quali i marchesi Bentivoglio, ai non meglio identificati Bozzo (o Bocci) e i conti Bonacossi che ne conservarono nei tempi la proprietà.
L'oratorio, che a quel tempo, come tutto il territorio attiguo, era sotto l'amministrazione dell'arcidiocesi di Ravenna, ricevette una prima visita pastorale nel 1576, seguita, quattro anni più tardi, nella successiva visita, viene indicato dall'arcivescovo Cristoforo Boncompagni dedicato alla "Concezione della Beata Vergine Maria". Nella successiva visita dei vicari del cardinale Pietro Aldobrandini del 1606, recatisi a Crespino e quindi anche a Selva, viene riportato che il giuspatronato sull'oratorio era intanto passato ai Bentivoglio e che al suo interno è venerata, sull'unico altare, una spina della corona del Salvatore con tracce del suo sangue.
La successiva documentazione informa che la chiesetta mutò la titolazione, diventando chiesa (o oratorio) della Santa Croce e dei Santi Lorenzo e Rocco e in quella forma nel 1805 venne acquistata, assieme alla tenuta di Selva, dai conti Alessandro e Antonio Bonacossi, della famiglia Bonacossi di Ferrara. La struttura rimase ancora alle dipendenze dell'Arcivescovo di Ravenna per una decina d'anni, fino al 1º maggio 1818, quando papa Pio VII emise la bolla De salute Dominici gregis, documento che avviò un riordinamento ecclesiastico del Veneto, e l'oratorio, suffraganeo della parrocchia di Crespino, ne seguì le sorti così come quella di Sant'Apollinare confluendo nella diocesi di Adria. A passaggio avvenuto, viene programmata la prima visita pastorale da parte dell'allora vescovo di Adria, monsignor Carlo Pio Ravasi, nel 1825, dalla cui stesura si conosce lo stato della struttura, descritta come un edificio ben vecchio, e comunque molto trascurato, dotato di tre altari, l'altare maggiore, il quale presentava la mensa da restaurare, e gli altri dedicati a Sant'Antonio (di Padova) al Sacro Cuore di Gesù, tutti da sistemare, ai quali mancavano le tabelle. All'interno mancavano inoltre le croci e i veli ai confessionali, mentre l'insieme dell'edificio e del tetto erano ritenuti pericolanti.

### L'attuale edificio

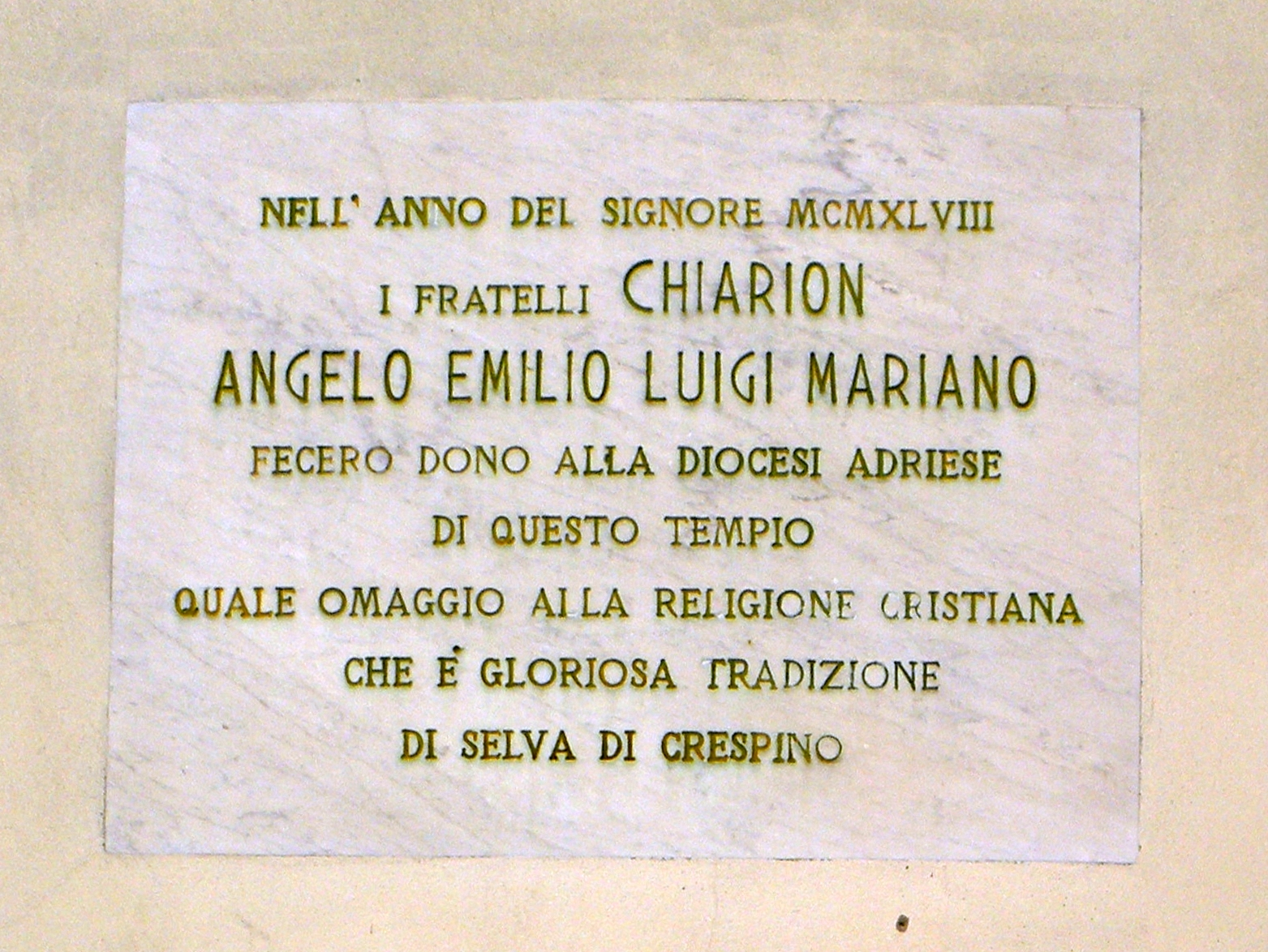
La lapide che ricorda la donazione dei proprietari dell'edificio alla Diocesi di Adria.

I conti Bonacossi ritennero che l'onere di ristrutturare l'oramai vecchio e malridotto oratorio non fosse conveniente, preferendo così investire nella sua completa sostituzione con un nuovo edificio la cui costruzione risulta già terminata nel 1839. Questo, con la dedicazione, mutata ancora una volta, a San Lorenzo e San Rocco, citata alle volte solo come San Rocco, venne benedetta dall'arciprete di Crespino nel 1847.
La storia recente vede l'alienazione, nel 1911, dei terreni da parte dei Bonacossi, da cui l'acquisto della chiesa prima dal signor Benvenuto Tisi di Crespino, che nel 1924 viene ceduta assieme ai terreni e ad altri fabbricati, dalla famiglia Chiarion. Del 1948 è la decisione, da parte di Luigi Chiarion e degli eredi dei suoi fratelli, di farne dono all'allora vescovo di Adria mons. Guido Maria Mazzocco per l'erigenda parrocchia di Selva, che verrà istituita con bolla vescovile nel 1959, riconosciuta civilmente nel 1961.

## Descrizione

### Esterno

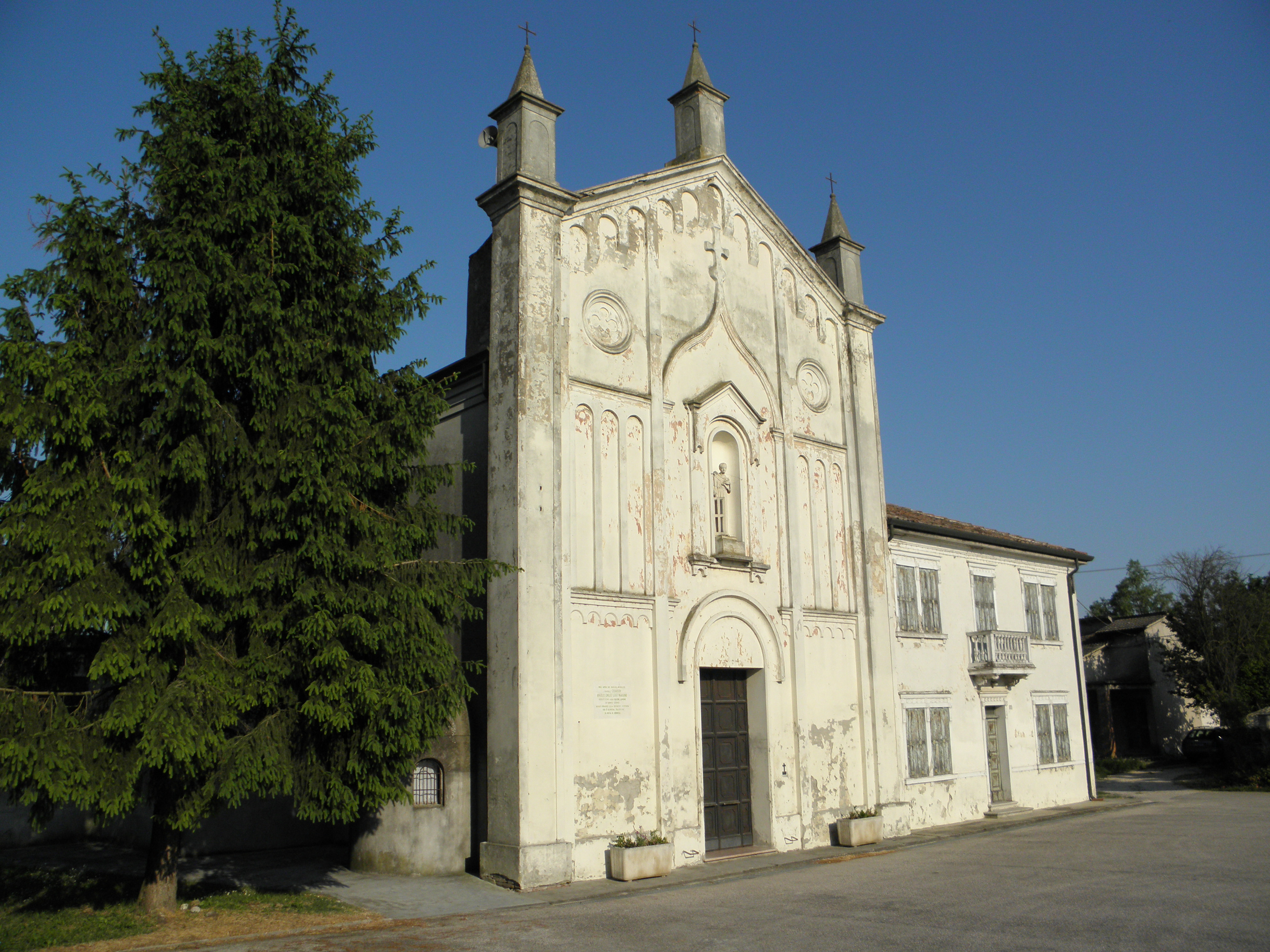
Vista laterale dell'edificio.

L'edificio, con pianta ad aula, sorge con orientamento est-ovest al centro dell'abitato, in posizione isolata.
La facciata, di gusto neogotico, è di tipo a vela, ovvero che si sviluppa al disopra della retrostante copertura, e a capanna, tripartita da lesene a tutta altezza e rinserrata agli angoli da pilastri verticali uniti da una cornice ad archetti pensili che corre al di sotto dei rampanti della cuspide. Al centro tra le lesene, sopra il semplice ed unico portale rettangolare sormontato da doppio gocciolatoio curvilineo, è presente un arco a ogiva entro il quale si apre una nicchia a tutto sesto che accoglie una statua, realizzata in pietra, raffigurante san Lorenzo, come si evince dall'iconografia legata alla graticola sulla quale la tradizione vuole morì martirizzato.
Tra le lesene laterali si inseriscono, tre per parte, sei monofore cieche a tutto sesto e, nella parte superiore, due rosoni circolari ciechi, strombati e caratterizzati dalla decorazione quadrilobata al centro.
Nei fronti laterali si aprono un finestrone rettangolare per lato; in evidenza sul lato sinistro, a metà parete, si aggetta il volume di una cappella votiva, presente anche sul quello destro ma celata dalla canonica, posta sul fronte destro, in continuità con la facciata.

### Interno
L'interno presenta un semplice soffitto piano intonacato, privo di abbellimenti artistici, prima dei restauri iniziati nel 1991 le pareti e il soffitto erano completamente affrescati, ma in gran parte sono andati persi, mentre nei due altari laterali sono stati solo coperti; a testimonianza resta solo un affresco raffigurante Dio sopra il portale, le pareti sono inoltre impreziosite da una cornice in cotto e rivestite parzialmente da lastre di marmo giallo e rosso. Su queste, laterali, verso l'aula si aprono due cappelle votive a pianta rettangolare, con archi a tutto sesto e coperte da volte a botte. Il pavimento è realizzato in lastre di marmo bianco e rosso, poste a scacchiera, riquadrate da fasce in marmo grigio.
Spostandosi verso la parete di fondo, l'area presbiteriale si distacca dal piano della chiesa rialzandola di un gradino di marmo rosso, e alle sue spalle è posto l'altare maggiore, dove è presente una pregevole pala probabilmente del'500 raffigurante una Madonna col Bambino in Trono tra angeli e santi valutata durante un restauro avvenuto negli anni '80 di inestimabile valore, e ai suoi lati si aprono, simmetrici, i due accessi alla sagrestia retrostante.

### Annotazioni
1. ↑  Dopo gli esiti della guerra di Ferrara (o del Sale), lo scolo Zucca divideva a quel tempo il territorio sotto il controllo della Repubblica di Venezia, a nord, indicato come Selva Veneziana, mentre a sud, indicato come la grande Selva ferrarese, sotto il controllo estense.
2. ↑  La dedicazione a San Rocco, protettore dal terribile flagello della peste, era ancora all'epoca molto diffusa grazie alla sentita devozione popolare.

### Fonti
1. 1 2  Pia e Gino Braggion 1986, Vol. 1, p. 81.
2. 1 2 3 4 5 6 7 8 9 10 11 12 13 14   Chiesa di San Lorenzo Diacono e Martire <Selva, Crespino>, su Le chiese delle diocesi italiane, Conferenza Episcopale Italiana. URL consultato il 19 novembre 2020.
3. 1 2  Pia e Gino Braggion 1986, Vol. 1, p. 80.
4. 1 2  Gabrielli 1993, p. 117.
5. 1 2  Gabrielli 1993, p. 118.
6. 1 2   Grande illustrazione del Lombardo-Veneto, ossia Storia delle città, dei borghi, comuni, castelli, ecc. fino ai tempi moderni per cura di letterati italiani: 5.2, Volumi 1-5, Volume quinto - Il Polesine di Rovigo, Milano, Corona e Caimi, 1861,  p. 172. URL consultato il 21 novembre 2020. Ospitato su Google Libri.